# الجب (إب)
الجب هي إحدى قرى الجمهورية اليمنية. وهي تتبع جغرافيًا لمحافظة إب. وإداريًا لمديرية فرع العدين. يبلغ تعداد سكانها 1462 نسمة حسب الإحصاء الذي أجري عام 2004.